# Ладендорф
Ладендорф (нем. Ladendorf) — торговая община в Австрии, в федеральной земле Нижняя Австрия. Входит в состав округа Мистельбах. 
Население составляет 2190 человек (на 31 декабря 2005 года). Занимает площадь 50,07 км². Официальный код — 31630.
Кадастровые общины: Эггерсдорф, Гарманнс, Графензульц, Геррнлейс, Нойбау и Пюрстендорф.

## Политическая ситуация
Бургомистр коммуны — Отмар Матцингер (АНП) по результатам выборов 2005 года.
Муниципальный совет состоит из 21 места.
- АНП занимает 14 мест.
- СДПА занимает 5 мест.
- АПС занимает 1 место.
- Зелёные занимают 1 место.